# Йохан III фон Хиршхорн
Йохан III фон Хиршхорн (на немски: Johann III von Hirschhorn; † сл. 1345 – 1359) е благородник от род Хиршхорн на Некар в Хесен, бургграф на Щаркенбург
Той е вторият син (от четирите сина) на рицар Албрехт I фон Хиршхорн († пр. 1329) и съпругата му Кунигунда фон Лисберг († 1342), внучка на Херман I фон Лисберг († сл. 1266), дъщеря на Валтер I фон Лисберг († 1297) и Елизабет фон Батенберг († 1300), дъщеря на граф Видукинд II фон Батенберг († сл. 1291) и Елизабет фон Вайлнау († сл. 1291). Внук е на Йохан I фон Хиршхорн († сл. 1283) и Гертрауд (Герхус) фон Геминген († сл. 1304), дъщеря на Албрехт фон Геминген († сл. 1283) и Гертруд фон Найперг. Майка му Кунигунда фон Лизберг се омъжва втори път пр. 27 октомври 1342 г. за Еберхард III фон Разенберг († ок. 1363).
Брат е на Еберхард I фон Хиршхорн († 16 юни 1361), господар на Линденберг.
Фамилията фон Хиршхорн измира по мъжка линия през 1632 г.

## Фамилия
Йохан III фон Хиршхорн се жени пр. 11 ноември 1329 г. за Гуда фон Ментцинген († сл. 1344). Те имат дъщеря: 
- Маргарета фон Хиршхорн († 1393), омъжена I. пр. 1357 г. за Конрад I Ландшад фон Щайнах († 8 февруари 1377), II. пр. 1378 г. за Хайнрих фон Цвайбрюкен, господар фон Херенщайн († сл. 1406)